# Avraham Herzfeld
Avraham Herzfeld (hebrejsky: אברהם הרצפלד, Avraham Hercfeld, žil 5. června 1891 – 30. srpna 1973) byl izraelský politik a poslanec Knesetu za stranu Mapaj.

## Biografie
Narodil se ve městě Stavič v tehdejší Ruské říši (dnes Ukrajina). Vystudoval ješivu, získal osvědčení pro výkon profese rabína. V roce 1914 přesídlil do dnešního Izraele.

## Politická dráha
Od roku 1906 byl aktivní v sionistickém socialistickém hnutí, roku 1910 byl zatčen ve Vilniusu a poslán do vyhnanství na Sibiř. Po odchodu do dnešního Izraele pracoval jako zemědělský dělník v Petach Tikva a podílel se na organizování dělníků. Během první světové války jej zatkly turecké úřady. V letech 1914–1918 byl členem strany Po'alej Cijon, později patřil mezi zakladatele strany Achdut ha-avoda, kde byl jako člen v letech 1919–1930. Od roku 1930 byl členem Mapaj. Patřil mezi vůdce osadnické organizace ha-Merkaz ha-chakla'i. Po čtyřicet let se podílel na zakládání nových zemědělských osad.
V izraelském parlamentu zasedl poprvé už po volbách v roce 1949, ve kterých byl kandidátem strany Mapaj. Nastoupil do parlamentního výboru finančního a výboru pro revizi půjček. Mandát obhájil za Mapaj ve volbách v roce 1951. Usedl jako člen do výboru finančního. Za Mapaj uspěl také ve volbách v roce 1959. Byl opět členem finančního výboru, stejně jako po volbách v roce 1961, kdy kandidoval znovu za Mapaj. V roce 1972 mu byla udělena Izraelská cena.
Na jeho počest po něm byl pojmenován mošav Sdej Avraham v jižním Izraeli.